# Erwin Huber
Erwin Huber (født 26. juli 1946 i Reisbach, Bayern, Tyskland) er en tysk politiker, der siden 29. september 2007 har været leder af Bayerns kristendemokratiske parti CSU. På posten efterfulgte han Edmund Stoiber. Huber er desuden delstatens finansminister.
Erwin Huber er uddannet i økonomi fra Ludwig-Maximilians-Universität München og blev ansat i Bayerns finansministerium i 1970. I 1978 blev han valgt til landdagen i Bayern, og var fra 1988–1994 generalsekretær i CSU. Han blev delstatens finansminister i 1994, og sad til 1998, hvor han blev leder af Bayerische Staatskanzlei. I 2003 blev han minister for føderale anliggender og administrative reformer og sad frem til 2005, hvor han blev økonomiminister. Siden 2007 har han været finansminister.
Ved valget til formand for partiet slog han landbrugs- og forbrugerminister Horst Seehofer. De to kandidater fik hhv. 58 og 39% af stemmerne. 